# Кириле Нінідзе
Кириле Нінідзе (груз. კირილე ნინიძე; 1878–1937), або Кирило Євсійович Нінідзе (рос. Нинидзе Кирилл Евсеевич) — грузинський політик, член Установчих зборів Грузії.

## Біографія
Народився 1878 року в родині селянина Єсе Нінідзе в селі Аскана Озургетського повіту. Він мав чотирьох братів: Феодора, Карамана, Михея та Мойсея. Закінчив Кутаїську духовну семінарію. 5 травня 1901 року черниця з Росії поставила в Кутаїському театрі антисемітську виставу «Діти Ізраїлю», після чого відбувся молодіжний протест і зрив вистави. Поліція затримала винуватців заворушень, у тому числі Кириле Нінідзе. Продовжив навчання на юридичному факультеті Тартуського університету. Був членом Російської соціал-демократичної робітничої партії (РСДРП). Після повернення на батьківщину активно включився в революційний рух. Очолював тбіліські організації РСДРП, з 1905 р. працював у меншовицькій фракції. За політичними мотивами був заарештований у 1903 і 1908 роках. Був засланий до міста Вольськ Саратовської області. Після повернення із заслання працював учителем у різних школах.
У 1917 році був обраний членом Національної ради Грузії. У 1918 році підписав Акт про незалежність Грузії. У 1918 році був депутатом. 12 березня 1919 року обраний депутатом Установчих зборів Грузії від Соціал-демократичної партії. Був головою аграрної комісії. У січні 1921 року разом із одинадцятьма іншими членами утворив Незалежну соціал-демократичну партію Грузії «Схіві» (Промінь).
Після радянської окупації 1921 року залишився в Грузії і продовжував видавати газету. У червні 1921 року більшовицька влада ненадовго затримала Кириле Нінідзе, Никифора Імнаїшвілі, і Мухрана Хохолаву. Вдруге був заарештований у Хашурі 15 лютого 1922 року задля недопущення демонстрації протесту на річницю окупації Грузії. Його звільнили 1 травня. Під час серпневого повстання 1924 року входив до Центральної військової комісії. У 1924—1925 заарештований у справі Комітету незалежності Грузії. Суд засудив його до 3 років позбавлення волі, але як ненебезпечну для радянської влади людину звільнили з ув'язнення. У 1928 році його знову заарештували. 15 квітня 1937 року його знову заарештували, 13 вересня засудили до страти, а наступного дня розстріляли. У 1937 році був розстріляний і брат Кирила Караман Нінідзе. Кириле Нінідзе реабілітований 29 вересня 1960 року.

## Ресурси в Інтернеті
- Фото [Архівовано 13 Листопада 2021 у Wayback Machine.]